# Плоткин, Александр Семёнович
Александр Семёнович (Абрам Самуилович) Плоткин (3 мая 1923, Ковров, Владимирская губерния — 2005, Ковров, Владимирская область) — советский и российский адвокат, общественный деятель, прозаик, драматург, почётный гражданин города Коврова. Участник Великой Отечественной войны, инвалид 1-й группы.

## Биография
Родился в 1923 году в семье служащего. В возрасте трёх лет остался без матери, в дальнейшем его воспитывал отец. В 1941 году закончил десятилетнюю школу № 1 (ныне гимназия № 1 имени А. Н. Барсукова) и в числе первых добровольцев ушёл воевать.
Был ранен под Старой Руссой. После госпиталя в родном Коврове несколько месяцев работал плановиком на местном оружейном заводе имени Киркижа, но затем, сдав бронь, вновь ушёл добровольцем на фронт. Пройдя ускоренную подготовку в Подольском пехотном училище вернулся на фронт в звании лейтенанта. В 1943 году на фронте вступил в КПСС. В 1943 году был дважды ранен. После третьего ранения в сентябре 1943 года на Витебском направлении хирурги смогли спасти Плоткину ногу. После девяти месяцев лечения в челюстно-лицевом госпитале Красноярска демобилизован.
Завершив лечение, поехал в Москву поступать в Московский юридический институт, где учился на юриста. После окончания университета был направлен в Ковровскую прокуратуру, где два года с 1948 по 1950 работал помощником прокурора. С 1950 по 1997 — адвокат, заведовал первой юридической консультацией в городе, которую сам же и создал.
В 1995 году вступил в Объединение ковровских литераторов.
На стене школы, которую окончил Плоткин, установлена мемориальная доска в его честь.
Жена — Плоткина Валентина Ивановна.

## Творчество
25 октября 1955 года состоялся дебют Плоткина как драматурга. Ковровский драматический театр поставил его пьесу «Дело Рогозина», написанную на местном материале. Впервые в истории Владимирской области театр ставил пьесу местного автора. Владимирская областная газета «Призыв» 9 мая 1956 года в редакционном обзоре «Вне поля зрения» сетовала, что ковровская газета «Рабочий клич» умолчала об этом событии:
«Даже о таком важном для Коврова событии, как постановка на сцене театра первой пьесы молодого драматурга А. Плоткина „Дело Рогозина“ (она была первой и в области), редакция газеты не сочла нужным сообщить своим читателям. Между тем в центральной газете „Советская культура“, а также в журнале „Театр“ информации о постановке были напечатаны»
Молодёжная газета «Сталинская смена» (орган Владимирского обкома и горкома ВЛКСМ) так писала о пьесе Плоткина:
«Главный герой пьесы — заведующий продовольственным магазином Рогозин, попавший „под крылышко“ мнимых друзей — прокурора Резвова, оперуполномоченного Шамова и других. Но вот у Рогозина обнаруживается растрата, и он попадает на скамью подсудимых. Но не Рогозина судит автор, не только и не столько он виноват в том, что произошло. Виноваты Резвовы, Шамовы и подобные им, злоупотреблявшие своим служебным положением».
После успеха своей первой пьесы Плоткин взялся за написание второй. Но его творчество вызвало негативную оценку со стороны руководства города, которое попыталось снять его первую пьесу. А в 1957 году Плоткина за его пьесу подвергли критике на пленуме Союза писателей СССР за «однобокое изображение действительности». К тому же был закрыт из-за нерентабельности Ковровский театр. В результате вторая пьеса Плоткина «Громовы» так и не была поставлена в театре.
В 1987 году в издательстве «Молодая гвардия» выходит в свет тиражом 70 000 экземпляров первое прозаическое произведение Плоткина, повесть «Приговор», переизданная в дополненном и переработанном виде в 1991 году владимирским издательством «Призыв» стотысячным тиражом. В 1993 году написал по своей повести одноимённую пьесу. В 1999 году «Молодая гвардия» вновь издала повесть «Приговор» в приключенческой серии «Стрела».
В 1992 году во Владимире выходит его вторая книга «Тупик». В 1994 году вышла автобиографическая повесть «Безумно болит душа», которую сам писатель назвал «повестью-откровением».

### Пьесы
- 1955 — «Дело Рогозина»
- 1956 — «Громовы»
- 1993 — «Приговор»

### Книги
- 1987 — «Приговор». М.: «Молодая гвардия». — 248 с. — 75 000 экз.[5]
- 1991 — «Приговор». Владимир: «Призыв». Издание 2-е, дополненное и переработанное. — 232 с. — 100 000 экз. ISBN 5-207-00028-4[6]
- 1992 — «Тупик». Владимир: Упрполиграфиздат.
- 1994 — «Безумно болит душа» (повесть). Владимир: «Призыв». — 176 с. ISBN 5-88280-057-9[8]
- 1996 — «Дети века» (повесть). Владимир: «Призыв».
- 1999 — «Падший ангел». Владимир: «Периодика».
- 1999 — «Приговор». М.: «Молодая гвардия». Серия «Стрела», книга 56-я. — 150 000 экз.[7]
- 2004 — «О России с надеждой и любовью…». «Знамя труда». — 412 с.

## Награды
- 1943 — орден Красной Звезды
- 1985 — орден Отечественной войны I степени

Также был награждён медалями «За победу над Германией» и другими.
С 1998 года Почётный гражданин Коврова.